# Nawira Sevens 2005
El Nawira Sevens (North America and West Indies Rugby Association) de 2005 fue la segunda edición del principal torneo de rugby 7 de la Confederación Norteamérica de Rugby.
Se disputó del 19 al 20 de noviembre en Bridgetown, Barbados.

## Fase de grupos

### Primera Fase

#### Grupo A
| Equipo                       | Encuentros | Encuentros | Encuentros | Encuentros | Tantos  | Tantos    | Tantos     | Puntos |
| Equipo                       | jugados    | ganados    | empatados  | perdidos   | a favor | en contra | diferencia | Puntos |
| ---------------------------- | ---------- | ---------- | ---------- | ---------- | ------- | --------- | ---------- | ------ |
| Guyana                       | 3          | 3          | 0          | 0          | 88      | 12        | +76        | 9      |
| México                       | 3          | 2          | 0          | 1          | 26      | 55        | -29        | 7      |
| Islas Vírgenes Británicas    | 3          | 1          | 0          | 2          | 60      | 48        | +12        | 5      |
| San Vicente y las Granadinas | 3          | 0          | 0          | 3          | 10      | 69        | -59        | 3      |

#### Grupo B
| Equipo               | Encuentros | Encuentros | Encuentros | Encuentros | Tantos  | Tantos    | Tantos     | Puntos |
| Equipo               | jugados    | ganados    | empatados  | perdidos   | a favor | en contra | diferencia | Puntos |
| -------------------- | ---------- | ---------- | ---------- | ---------- | ------- | --------- | ---------- | ------ |
| Trinidad y Tobago    | 3          | 3          | 0          | 0          | 140     | 22        | +118       | 9      |
| Barbados             | 3          | 2          | 0          | 1          | 86      | 38        | +48        | 7      |
| Islas Caimán         | 3          | 1          | 0          | 2          | 43      | 92        | -49        | 5      |
| República Dominicana | 3          | 0          | 0          | 3          | 12      | 129       | -117       | 3      |

#### Grupo C
| Equipo      | Encuentros | Encuentros | Encuentros | Encuentros | Tantos  | Tantos    | Tantos     | Puntos |
| Equipo      | jugados    | ganados    | empatados  | perdidos   | a favor | en contra | diferencia | Puntos |
| ----------- | ---------- | ---------- | ---------- | ---------- | ------- | --------- | ---------- | ------ |
| Jamaica     | 3          | 3          | 0          | 0          | 105     | 0         | +105       | 9      |
| Bahamas     | 3          | 2          | 0          | 1          | 29      | 31        | -2         | 7      |
| Santa Lucía | 3          | 1          | 0          | 2          | 24      | 67        | -43        | 5      |
| Barbados B  | 3          | 0          | 0          | 3          | 7       | 67        | -60        | 3      |

### Segunda Fase

#### Grupo D
| Equipo   | Encuentros | Encuentros | Encuentros | Encuentros | Tantos  | Tantos    | Tantos     | Puntos |
| Equipo   | jugados    | ganados    | empatados  | perdidos   | a favor | en contra | diferencia | Puntos |
| -------- | ---------- | ---------- | ---------- | ---------- | ------- | --------- | ---------- | ------ |
| Jamaica  | 2          | 1          | 1          | 0          | 41      | 10        | +31        | 5      |
| Guyana   | 2          | 1          | 1          | 0          | 31      | 10        | +21        | 5      |
| Barbados | 2          | 0          | 0          | 2          | 0       | 52        | -52        | 2      |

#### Grupo E
| Equipo            | Encuentros | Encuentros | Encuentros | Encuentros | Tantos  | Tantos    | Tantos     | Puntos |
| Equipo            | jugados    | ganados    | empatados  | perdidos   | a favor | en contra | diferencia | Puntos |
| ----------------- | ---------- | ---------- | ---------- | ---------- | ------- | --------- | ---------- | ------ |
| Trinidad y Tobago | 2          | 2          | 0          | 0          | 58      | 0         | +58        | 6      |
| México            | 2          | 1          | 0          | 1          | 12      | 36        | -24        | 4      |
| Bahamas           | 2          | 0          | 0          | 2          | 7       | 41        | -34        | 2      |

### Etapa eliminatoria
|  | Semifinales       | Semifinales       | Semifinales       |                   |         | Copa    | Copa | Copa |  |
|  |                   |                   |                   |                   |         |         |      |      |  |
|  |                   |                   |                   |                   |         |         |      |      |  |
|  | Jamaica           | Jamaica           | 12                |                   |         |         |      |      |  |
|  | Jamaica           | Jamaica           | 12                |                   |         |         |      |      |  |
|  | México            | México            | 0                 |                   |         |         |      |      |  |
|  | México            | México            | 0                 |                   | Jamaica | Jamaica | 22   |      |  |
|  |                   |                   |                   |                   | Jamaica | Jamaica | 22   |      |  |
|  |                   |                   | Trinidad y Tobago | Trinidad y Tobago | 0       |         |      |      |  |
|  | Trinidad y Tobago | Trinidad y Tobago | Trinidad y Tobago | Trinidad y Tobago | 0       | 12      |      |      |  |
|  | Trinidad y Tobago | Trinidad y Tobago |                   |                   |         | 12      |      |      |  |
|  | Guyana            | Guyana            | 7                 |                   |         |         |      |      |  |
|  | Guyana            | Guyana            | 7                 |                   |         |         |      |      |  |
|  |                   |                   |                   |                   |         |         |      |      |  |

| Bandera de Jamaica |
| Campeón Jamaica    |
| 1.er título        |